# Hildemaro Álvarez
Hildemaro Álvarez Amaya (San Cristóbal, 9 de julio de 1973) es un músico, pianista y productor musical venezolano nominado al Grammy Latino de la Academia Latina de Artes y Ciencias de la Grabación por su labor como productor musical.

## Biografía
Hildemaro Álvarez Amaya nació en San Cristóbal, Táchira, Venezuela el 9 de julio de 1973. Desde muy pequeño vivió en La Grita donde cursó estudios formales de piano clásico, teoría y solfeo y armonía. 
A los 17 años se mudó a San Cristóbal para ingresar a la Universidad Nacional Experimental del Táchira y estudiar en la escuela de música “Miguel Ángel Espinel” de El Sistema, instituciones donde continuó su formación completando las cátedras de piano, textura, contrapunto y armonía, estética musical y dirección orquestal.
Luego de contraer nupcias con la actriz de origen colombiano Adriana Contreras, Hildemaro Álvarez llegó a Caracas a los 29 años y obtuvo una licenciatura en música en la Escuela Superior de Música “Ars Nova”.
Durante su permanencia en esta ciudad, trabajó como pianista o productor musical de reconocidos artistas comerciales y cantautores que habían hecho fama en la década de los ochenta y con quienes también mantuvo relaciones de amistad, afianzando su popularidad dentro del gremio musical de esa época.
A mediados de 2016 se radicó en los Estados Unidos para atender diversos proyectos musicales que requerían de su dedicación a tiempo completo. Se mantuvo en este país hasta comienzos del 2018, año en el cual está previsto su paso por México DF y Madrid en el marco de una gira internacional que se extenderá durante varios meses.

## Carrera
Durante su carrera profesional se ha desempeñado como pianista o productor musical de varios artistas latinoamericanos como Yordano, Chino y Nacho, Sergio Pérez, Alfredo Matheus, Aditus y Gilberto Santa Rosa entre otros.
De su relación profesional con el cantautor Yordano, se destacan las producciones discográficas «El Deseo», «Hoy» (álbum doble, grabado en vivo) y el destacado álbum «Sueños Clandestinos» que logró la nominación al Grammy Latino 2013 en la categoría de Mejor Álbum Cantautor.
En 2016 fue convocado a participar como productor musical de un proyecto que involucró al maestro asiático In Hong Cha, director de estudios orquestales de la Wright State University de Ohio, con la Orquesta Sinfónica Venezuela; lo cual trajo como resultado el lanzamiento del álbum «Textures from the North of South», trabajo que le valió a Hildemaro Álvarez la nominación al premio Grammy Latino en 2017.
Desde mediados del 2016 y a lo largo del 2017, Hildemaro Álvarez se mantuvo trabajando en múltiples producciones musicales para proyectos desarrollados en Norteamérica; coincidiendo estas actividades con el incremento -en 2017- del 44% de los ingresos generados por la música latina reportado por la Recording Industry Association of America en su informe semi anual, lo cual incluye a Hildemaro Álvarez en ese movimiento de productores responsables de propagar la música latina en los Estados Unidos.
Álvarez ha combinado en sus producciones elementos de pop, música latina, música clásica, música tropical y pop latino, lo cual le ha permitido vincularse a artistas latinoamericanos de diversos géneros musicales e, incluso, ha escrito junto a Miguel Ángel Hernández Cárdenas dos libros sobre ritmos afrovenezolanos para instrumentos contemporáneos.
A partir de noviembre de 2017, se mantuvo en Estados Unidos para participar como invitado especial en el musical “Piaf, Voz y Delirio” en calidad de director musical, cuya gira internacional recorrió Miami, Orlando, y próximamente se extenderá a México DF y Madrid entre otras ciudades de América y Europa.